# Bozancieux
Bozancieux est une ancienne commune française du département de l'Isère. La commune n'a connu qu'une brève existence : de 1790 à 1794, date à laquelle elle est supprimée et rattachée à Montseveroux.

## Source
- Des villages de Cassini aux communes d'aujourd'hui, « Notice communale : Bozancieux », sur ehess.fr, École des hautes études en sciences sociales.